# 아메리칸 농구 협회
아메리칸 농구 협회(영어: American Basketball Association, ABA)는 미국의 프로 농구의 메이저 리그이다. 1967년에 리그가 시작된 뒤 1976년 NBA(영어: National Basketball Association)와 합병(뉴욕 네츠, 인디애나 페이서스, 덴버 너기츠, 샌안토니오 스퍼스가 NBA로 넘어갔다)되어 사라진 리그이다.
미국 프로 농구 최초로 흰색-파란색-빨간색의 농구공(이는 초대 커미셔너인 조지 마이칸의 아이디어이며, 흑백TV 화면에서도 볼이 더 잘 보이게 하기 위해서였다.), 그리고 3점슛, 자유투라인 슬램덩크와 올스타 덩크 대회는 ABA가 NBA 인기를 따라잡기 위해 도입했다.

## 역대 커미셔너
| 대수 | 이름               | 임기            | 비고            |
| ---- | ------------------ | --------------- | --------------- |
| 1    | 조지 마이칸        | 1967년 ~ 1969년 | 초대 커미셔너   |
| 빈칸 | 제임스 카슨 가드너 | 1969년          | 임시 커미셔너   |
| 2    | 잭 돌프            | 1969년 ~ 1972년 | 빈칸            |
| 3    | 밥 칼슨            | 1972년 ~ 1973년 | 빈칸            |
| 4    | 마이크 스톨런      | 1973년 ~ 1974년 | 빈칸            |
| 5    | 테드 먼착          | 1974년 ~ 1975년 | 빈칸            |
| 6    | 데이브 드버슈어    | 1975년 ~ 1976년 | 마지막 커미셔너 |

## 역대 ABA팀 (1967년~1976년)
원래 11개 팀 중 켄터키 커널스와 인디애나 페이서스만이 9시즌 내내 자리를 옮기거나 팀 이름을 바꾸거나 접지 않고 남았다. 그러나 미주리주 캔자스시티 (미주리주)를 위해 계획됐던 팀 덴버 라크스/로키츠/너기츠는 마땅한 경기장이 없어 캔자스시티에서 경기를 치르지 못하고 덴버로 이적했다. 살아남은 4개의 ABA 팀 외에도 현재 NBA 시장에는 유타, 댈러스, 휴스턴, 마이애미, 뉴올리언스, 멤피스, 미네소타, 샬럿 등 8개 팀이 ABA 유산을 보유하고 있다.
| 팀                                                                                              | 연고지                                                                | 경기장 | 수용인원                                                           | 리그 참가기간                                                  | 정규시즌 성적    | 플레이오프 성적 |
| ----------------------------------------------------------------------------------------------- | --------------------------------------------------------------------- | --- | ------------------------------------------------------------------ | -------------------------------------------------------------- | ---------------- | --------------- |
| 애너하임 아미고스 로스앤젤레스 스타스 유타 스타스                                               | 캘리포니아주 애너하임 캘리포니아주 로스앤젤레스 유타주 솔트레이크시티 | 애너하임 컨벤션 센터 로스앤젤레스 메모리얼 스포츠 아레나 솔트 팰리스 | 7,500명 16,161명 12,616명                                          | 1967년~1968년 1968년~1970년 1970년~1975년                      | 366승 310패 .541 | 47승 32패 .595  |
| 휴스턴 매버릭스 캐롤라이나 쿠커스 스피릿츠 오브 세인트루이스                                    | 텍사스주 휴스턴 노스캐롤라이나주 샬럿 미주리주 세인트루이스           | 샘 휴스턴 콜리시엄 그린즈버러 콜리시엄 샬럿 콜리시엄 도턴 아레나 세인트루이스 아레나                                                                                        | 9,200명 15,000명 9,605명 7,610명 18,000명                          | 1967년~1969년 1969년~1974년 1974년~1976년                      | 334승 410패 .449 | 12승 18패 .400  |
| 댈러스 채퍼럴스 텍사스 채퍼럴스 샌안토니오 스퍼스                                               | 텍사스주 댈러스 텍사스주 포트워스 텍사스주 샌안토니오                 | 스테이트 페어 콜리시엄 무디 콜리시엄 댈러스 메모리얼 오디토리움 타런트 카운티 컨벤션 센터 러벅 뮤니시플 콜리시엄 헤미스페어 아레나                                          | 8,513명 8,998명 9,815명 16,057명 11,200명 16,057명                 | 1967년~1970년 1970년~1971년 1971년~1973년 1973년~1976년        | 378승 366패 .508 | 17승 32패 .347  |
| 덴버 로키츠 덴버 너기츠                                                                         | 콜로라도주 덴버                                                       | 덴버 오디토리움 아레나 덴버 콜리시엄 맥니콜스 스포츠 아레나 | 6,841명 9,340명 17,171명                                           | 1967년~1974년 1974년~1976년                                    | 413승 331패 .555 | 27승 35패 .435  |
| 미네소타 머스키스 마이애미 플로리디안즈 더 플로리디안즈                                         | 미네소타주 블루밍턴 플로리다주 마이애미                               | 메트로폴리탄 스포츠 아레나 마이애미비치 컨벤션 센터 잭슨빌 콜리시엄 베이프론트 아레나                                                                                       | 16,000명 15,000명 10,276명 7,500명                                 | 1967년~1968년 1968년~1970년 1970년~1972년                      | 189승 219패 .463 | 11승 21패 .344  |
| 인디애나 페이서스                                                                               | 인디애나주 인디애나폴리스                                             | 인디애나 스테이트 페어 콜리시엄 마켓 스퀘어 아레나 | 6,500명 16,530명                                                   | 1967년~1976년                                                  | 427승 317패 .574 | 69승 50패 .580  |
| 켄터키 커널스                                                                                   | 켄터키주 루이빌                                                       | 루이빌 컨벤션 센터 프리덤 홀 | 6,000명 18,865명                                                   | 1967년~1976년                                                  | 448승 296패 .602 | 57승 46패 .533  |
| 뉴올리언스 버커니어스 멤피스 프로스 멤피스 탐즈 멤피스 사운즈 볼티모어 허슬러스 볼티모어 클로스 | 루이지애나주 뉴올리언스 테네시주 멤피스 메릴랜드주 볼티모어           | 로욜라 필드 하우스 툴레인 짐 뉴올리언스 뮤니시펄 오디토리움 미드-사우스 콜리시엄 볼티모어 시빅 센터                                                                         | 6,500명 4,100명 7,853명 10,085명 14,000명                          | 1967년~1970년 1970년~1972년 1972년~1974년 1974년~1975년 1975년 | 275승 375패 .423 | 15승 22패 .405  |
| 피츠버그 파이퍼스 미네소타 파이퍼스 피츠버그 콘도르스                                           | 펜실베이니아주 피츠버그 미네소타주 블루밍턴 펜실베이니아주 피츠버그   | 시빅 아레나 메트로폴리탄 스포츠 아레나 시빅 아레나 | 17,537명 16,000명                                                  | 1967년~1968년 1969년~1970년 1968년~1969년 1970년~1972년        | 180승 228패 .441 | 14승 8패 .636   |
| 뉴저지 아메리칸스 뉴욕 네츠                                                                     | 뉴저지주 티넥 뉴욕주 뉴욕                                             | 티넥 아머리 롱아일랜드 아레나 아일랜드 가든 나소 베터런스 메모리얼 콜리시엄                                                                                                 | 5,500명 6,000명 5,200명 14,890명                                   | 1968년~1969년 1968년~1976년                                    | 374승 370패 .503 | 15승 22패 .405  |
| 오클랜드 오크스 워싱턴 캡스 버지니아 스콰이어스                                                 | 캘리포니아주 오클랜드 워싱턴 D.C. 버지니아주 노퍽                     | 오클랜드-알라메다카운티 콜리시엄 워싱턴 콜리시엄 노퍽 스코프 햄프턴 로드 콜리시엄 로어노크 시빅 센터 올드 도미니언 유니버시티 필드 하우스 리치먼드 아레나 리치먼드 콜리시엄 | 19,596명 7,000명 10,253명 9,777명 9,828명 5,200명 4,252명 11,992명 | 1967년~1969년 1969년~1970년 1970년~1976년                      | 326승 417패 .439 | 30승 26패 .536  |
| 샌디에고 컨키스타도르스 샌디에고 세일스                                                         | 캘리포니아주 샌디에고                                                 | 피터슨 짐 골든 홀 샌디에고 스포츠 아레나 | 3,668명 3,200명 14,500명                                           | 1972년~1975년 1975년                                           | 101승 162패 .384 | 2승 8패 .200    |

## ABA 파이널
동부 콘퍼런스 우승 팀과 서부 콘퍼런스 우승 팀이 최종 챔피언을 가리기 위해 7전 4승제로 챔피언쉽 시리즈가 시작된다.
파이널 MVP는 1968년부터 1976년까지 시상하였는데 초대 MVP는 피츠버그 파이퍼스의 코니 호킨스이고, 마지막 MVP는 뉴욕 네츠의 줄리어스 어빙이다.

## ABA 올스타전
최초의 ABA 올스타전은 1968년 1월 9일 힝클 필드 하우스에서 개최되었으며, 1976년 1월 27일 맥니콜스 스포츠 아레나까지 9차례 진행되었다.
팀 구성은 1968년부터 1976년까지는 동부와 서부가 대결했지만, 1967년에는 올스타팀과 덴버 너기츠가 대결했다.

## ABA의 상 목록
매 시즌이 끝나면 시즌 최우수선수상(Most Valuable Player Award), 신인상(Rookie of the Year Award), 코치상(Coach of the Year Award) 등을 수여한다.

## 같이 보기
- 아메리칸 농구 협회 (2000년)
- 전미 농구 협회
- 전미 농구 리그
- 아메리카 농구 협회